# Себастьяно Маццоні
Себастьяно Маццоні( італ. Sebastiano Mazzoni; 1611, Флоренція — 22 квітня, 1678, Венеція ) — італійський художник XVII століття.

## Життєпис

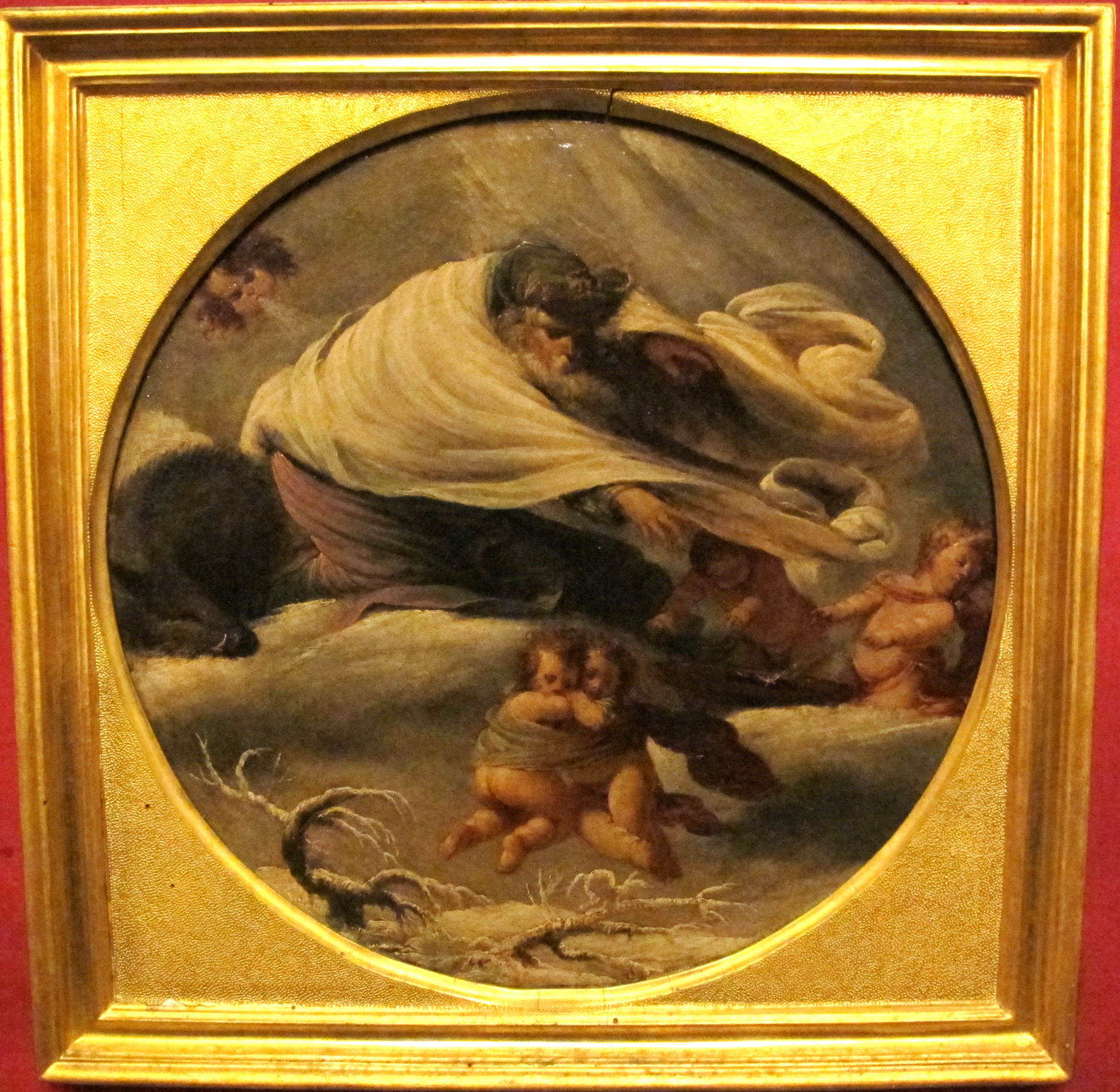
Себастьяно Маццоні. «Алегорія зими».

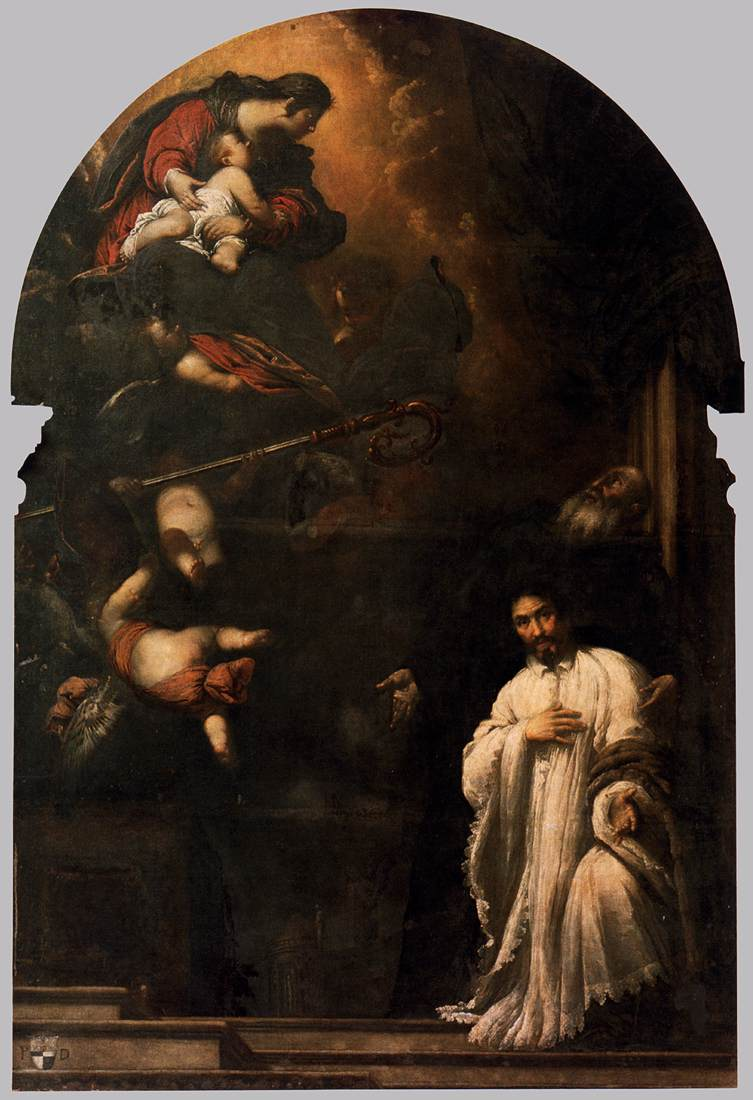
Себастьяно Маццоні. «Святий Бенедикт представляє Мадонні Паскуаліно Данелі».

Народився в місті Флоренція. Відомо, що в період 1632-1633 рр. проходив навчання в майстерні художника Баччо дель Біанко. 
1638 року був зарахований до складу Флорентійської академії мистецтв. Окрім живопису, займався поезією. Схильний до сатири і критики, написав вірші, котрі були поширені і викликали невдоволення урядовців Флоренції. Можливо, саме це спонукало художника покинути Флоренцію та оселитися в Венеції, де він мешкав і працював до кінця життя.
Мав специфічну і досить незвичну художню манеру, тривожну, динамічну, з темнуватими фарбами і майже сатирично поданими персонажами. У Маццоні пластична краса ( якою зазвичай наділяли янголів майже всі італійські художники ) не притаманна навіть янголам.
В художній манері митця є домішки маньєризму з метушливим натовпом і закрученістю фігур або їх застиглістю в просторі полотна. Персонажі картин Маццоні сумні, невеселі навіть в картинах міфологічного жанру. Так, в картині «Три грації»  він подав три оголені супутниці Венери (Аглаю, Єфросину і Талію) невеселими і сумними, хоча вони вважались уособленнями цноті, краси і кохання. На тлі художньої кризи в Венеції XVII століття, творчість Себастьяно Маццоні виглядає цілком типовою у ландшафті депресивного мистецтва міста.
Жартома художник називав себе двічі божевільним. 
Його учнями були Себастьяно Річчі та Андреа Челесті.
Себастьяно Маццоні був забутий майже на 200-250 років. На хвилі перегляду архівів і творчого спадку митців минулого ім'я художника було повернуто в історію італійського і європейського мистецтва. Картини художника знайдені в музеях Флоренції, Венеції, Москви, Канзаса тощо.